# Transports à Londres
Cet article traite des transports à Londres, pour l'organisme public voir Transport for London.
Londres est un nœud d'échange du réseau aérien, ferroviaire, routier et fluvial au Royaume-Uni. La ville dispose d'un réseau dense et étendu de transports publics et privés.
Les transports à Londres, gérés en majeure partie par Transport for London (TfL), sont un des quatre domaines de compétence du maire de Londres. TfL contrôle la majorité des transports publics dont le métro, le Docklands Light Railway, les bus et les tramways mais n'a en revanche aucun pouvoir sur les services ferroviaires du Grand Londres à l'exception des lignes du London Overground. TfL contrôle également les routes à péage.

## Réseau aérien

### Avion

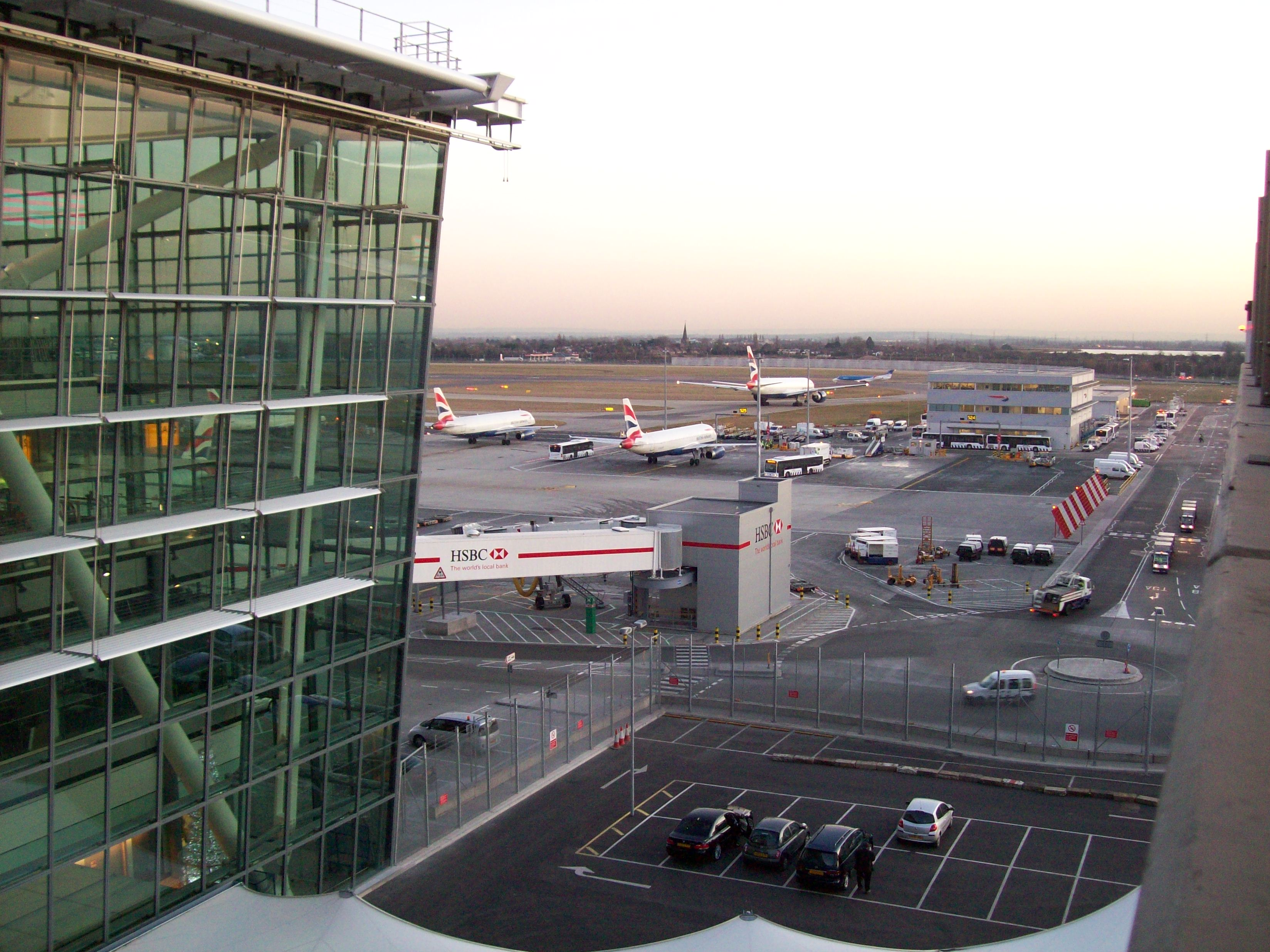
Heathrow

Londres fait partie des plus grands hubs aériens du monde et comporte 6 aéroports commerciaux au total (par ordre d’importance):
- Heathrow (LHR) (le plus important du Royaume-Uni)
- Gatwick (LGW)
- Stansted (STN)
- Luton (LTN)
- City (LCY)
- Southend (SEN)

À noter que seuls les aéroports d'Heathrow et de City se trouvent à l'intérieur de la ceinture verte de Londres.

### Télécabine

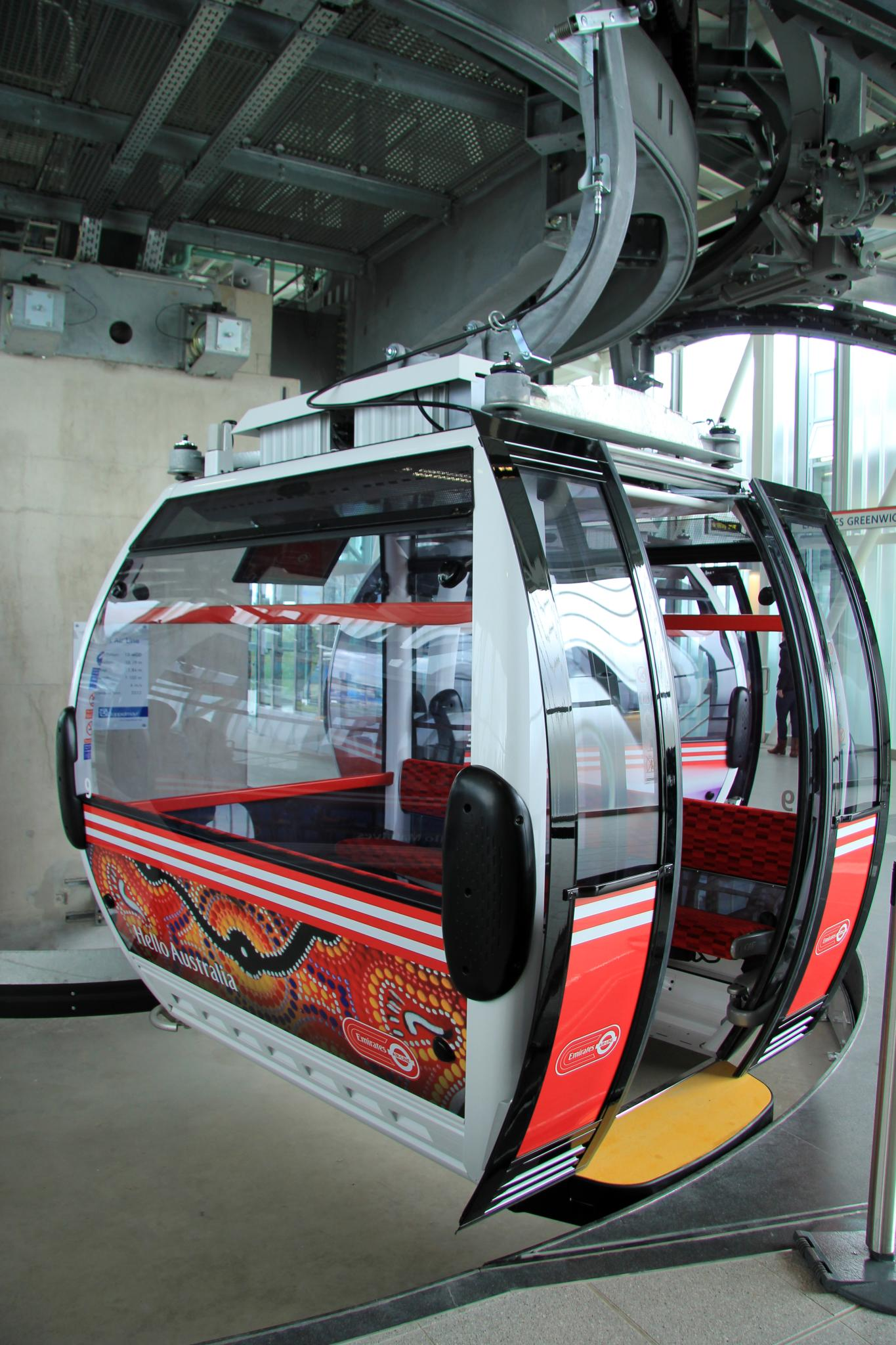
Cabine de l'Emirates Air Line

Depuis le 28 juin 2012, il est possible de franchir la Tamise en télécabine. Elle relie les Royal Docks à l'est à la péninsule de Greenwich à l'ouest.

## Métros et tramways
Transport for London gère deux systèmes de transport sur rail distinct du réseau ferroviaire classique. Le plus important est le métro de Londres, complété par le Docklands Light Railway dans l'est et le sud-est de la ville.
TfL gère également un réseau de tramways, Tramlink centré sur Croydon avec des lignes vers Wimbledon, New Addington et Beckenham. Tout comme le réseau routier, les lignes sur rail souterraines ou en surface convergent des banlieues vers le centre de Londres. Étant donné le nombre important de banlieusards qui se rendent au cœur de la ville, le trajet à travers la ville ou de banlieue à banlieue est complexe et relativement long. L'introduction du Tramlink et des projets des nouvelles liaisons ferroviaires sont censés réduire ce problème. 

### Métro de Londres (London Underground)

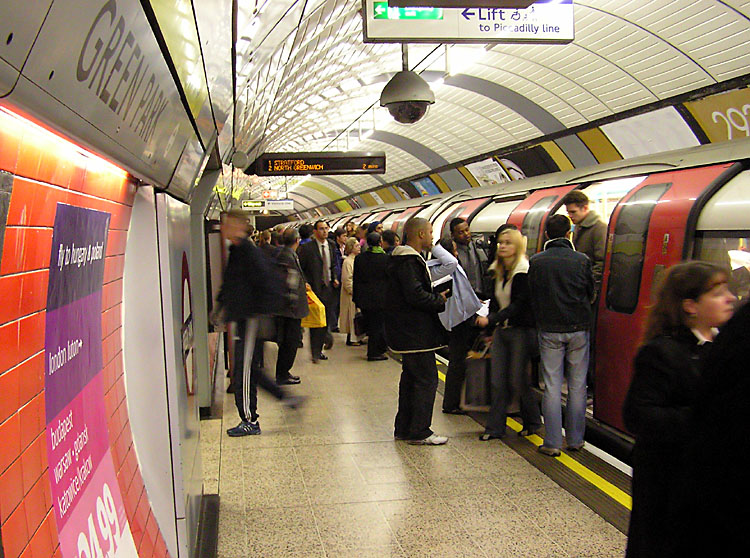
Station Green Park sur la Jubilee line

Le métro de Londres, surnommé le tube, est le plus ancien système de transport souterrain au monde. La première ligne a été inaugurée en 1863 et plus de 3 millions de personnes (soit presque un milliard par an) utilisent quotidiennement ses 12 lignes aujourd'hui . Ces 12 lignes relient principalement les banlieues au centre de Londres et aux principales gares de la ville. 
La partie nord de la ville est mieux desservie que le sud. Ceci résulte de la nature des sols au nord de la Tamise, de la compétition avec les transports sur rail en surface et du fait que Londres a commencé à se développer à partir de la rive nord du fleuve. Le sud de Londres est principalement desservi par un réseau de métro léger en surface.

### Docklands Light Railway

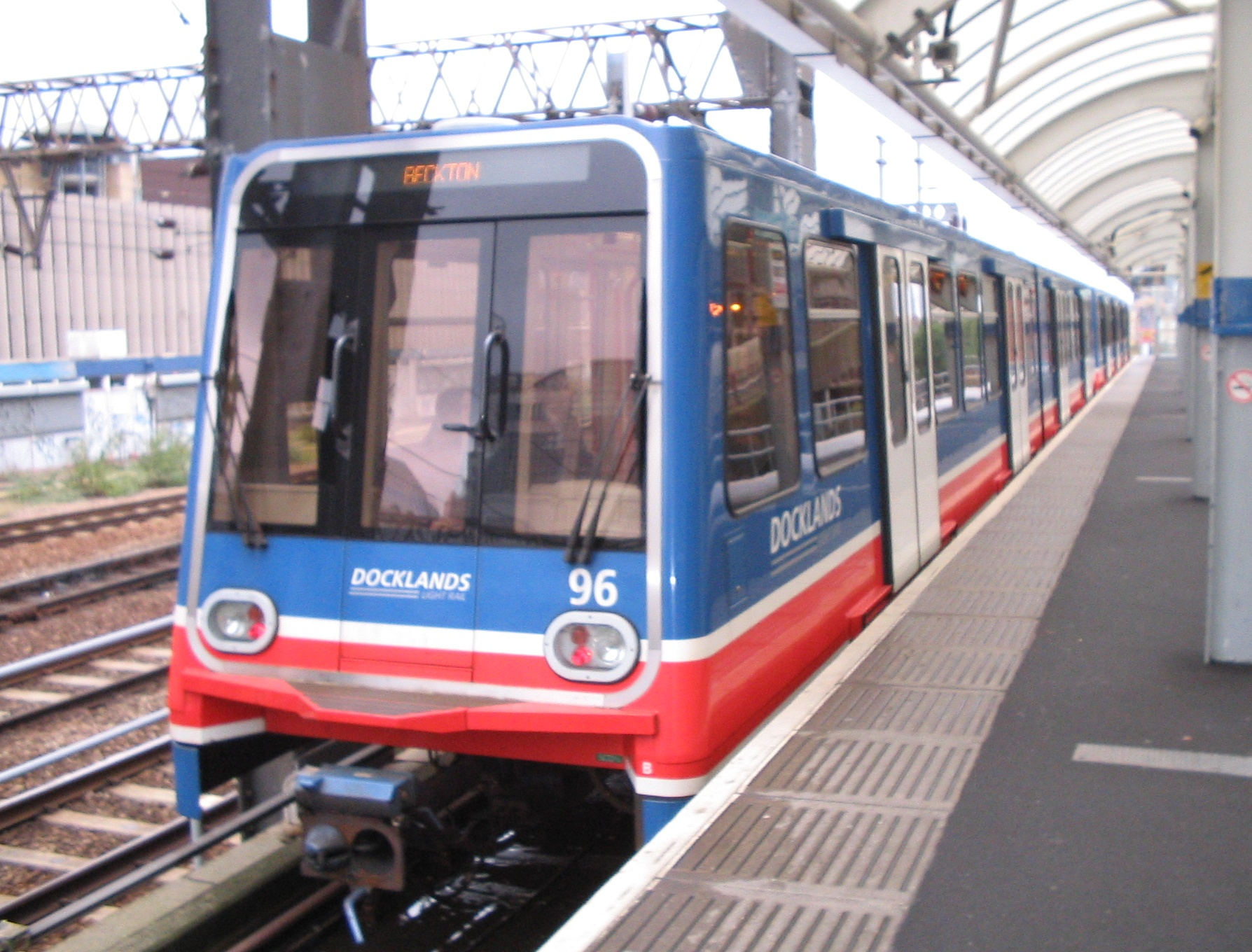
Rame automatisée du Docklands Light Railway à la station Tower Gateway

Le Docklands Light Railway (DLR) est une ligne de métro léger desservant les Docklands, dans l'est de Londres. Ce métro léger complète le métro de Londres et propose les mêmes tarifs. De nombreuses stations sont en correspondance avec le Tube. Ce système dessert principalement le nouveau quartier d'affaires de Canary Wharf bien que ce n'était pas son but principal lors de son inauguration en 1987.
Grâce au succès et au développement de Canary Wharf, le réseau a connu de nombreuses extensions et aujourd'hui 5 branches principales relient l'Île aux Chiens, les Royal Docks à la Cité de Londres, Stratford et Lewisham. Il dessert également l'aéroport de Londres City. Des extensions ont été réalisées permettant notamment de traverser la Tamise vers Woolwich.

### Tramway (Croydon Tramlink)

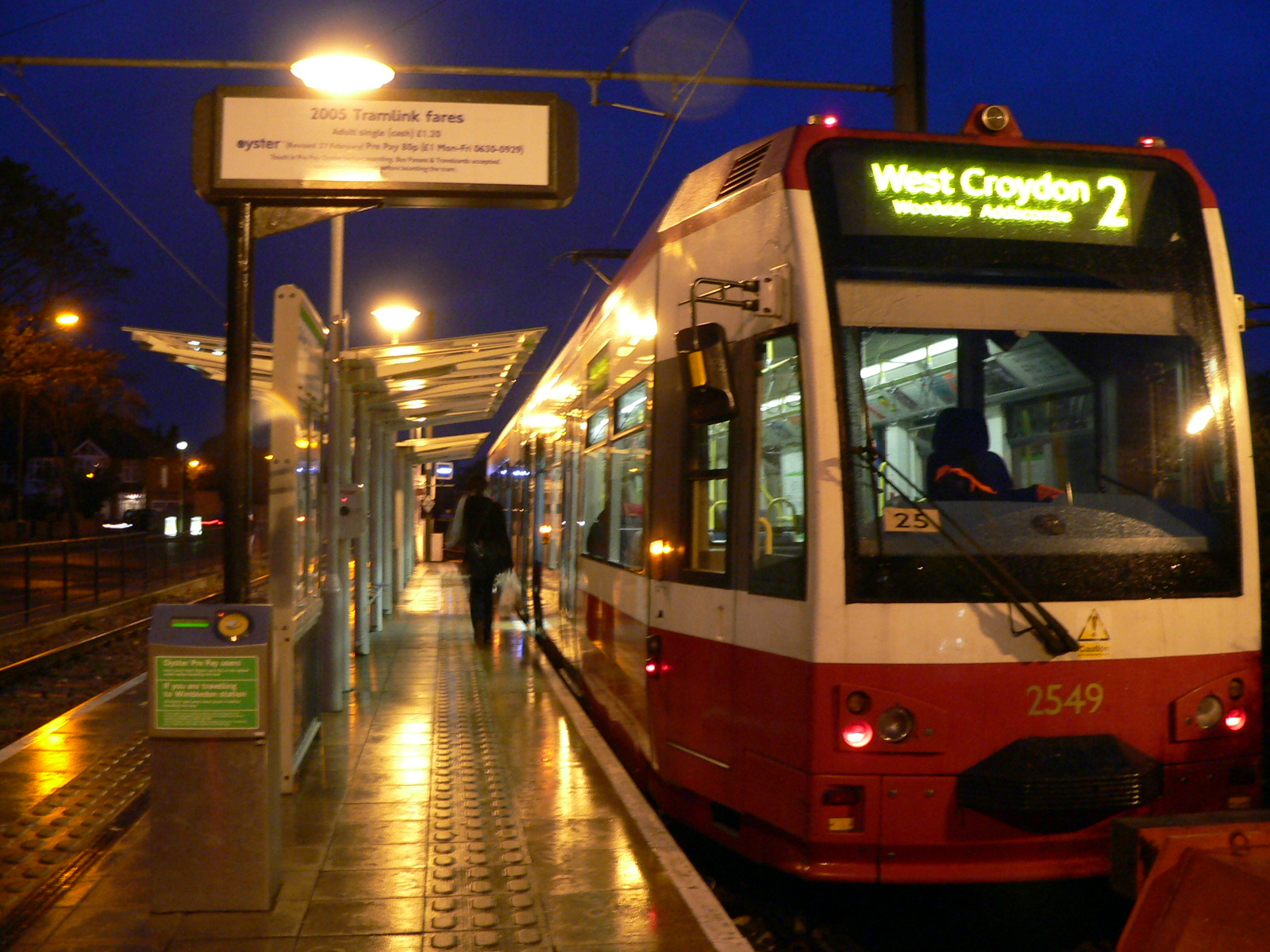
Rame du Tramlink à Beckenham Junction

Comme dans de nombreux pays européens, les tramways ont disparu de Londres au milieu du XXe siècle (le 5 juillet 1952) mais sont redevenus, à la fin du siècle dernier, un moyen de transport à la mode car silencieux et peu polluants. Un réseau de trams a ainsi été inauguré en 2000 pour desservir Croydon, un bassin d'emploi situé au sud de Londres. Sous le nom de Tramlink, ce tram relie le quartier de Croydon aux banlieues alentour ainsi qu'à Wimbledon au nord-est. Une extension vers Crystal Palace est actuellement en projet. Deux autres projets de trams sont également prévus : le West London Tram le long de Uxbridge Road dans l'ouest de Londres et le Cross River Tram à travers Central London entre Camden au nord et Brixton et Peckham au sud.

## Réseau ferroviaire
Londres est un point central du réseau ferroviaire britannique avec 14 gares reparties dans la ville proposant des services de banlieue, grandes lignes, liaisons internationales et liaisons avec les principaux aéroports. La plupart des zones de l'agglomération non desservies par le métro ou le DLR sont accessibles par rail depuis une des gares centrales. 
Ces 14 gares sont Blackfriars, Cannon Street, Charing Cross, Euston, Fenchurch Street, King's Cross, Liverpool Street, London Bridge, Moorgate, Marylebone, Paddington, St. Pancras, Victoria et Waterloo.

### London Overground

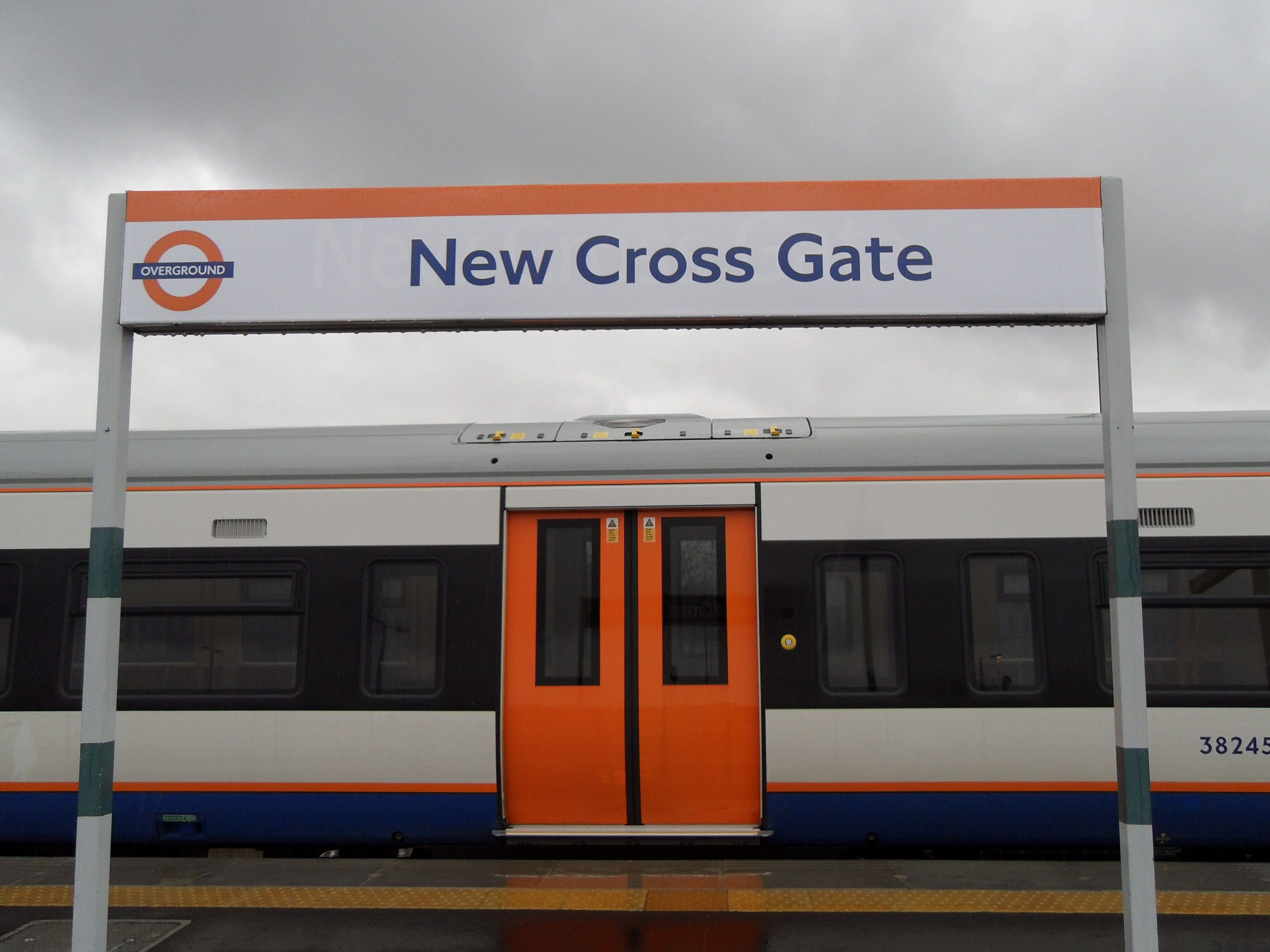
Train du London Overground à la station New Cross Gate

En plus des lignes radiales à destination de Londres, il existe des lignes reliant les banlieues entre elles. La West London Line traverse West London et permet de rejoindre Croydon, Brighton et l'aéroport de Gatwick depuis les banlieues nord-ouest. La North London Line traverse North London depuis Richmond à l'ouest jusqu'à Stratford à l'est. La Gospel Oak to Barking Line relie elle North London à la banlieue nord-est. Des travaux sont également en cours pour étendre la East London line, la transformer en ligne ferroviaire reliant le nord-est de Londres au sud, pour à terme en faire une ligne circulaire ceinturant et desservant la banlieue. Depuis novembre 2007, le Department for Transport a cédé à Transport for London (TfL) le contrôle de toutes ces lignes ainsi que de la Watford DC Line (à partir de la gare d'Euston) depuis renommée en London Overground. L'idée est d'avoir une sorte de RER orbital. Le réseau devrait être prêt pour fin 2012.

### Trains de banlieue

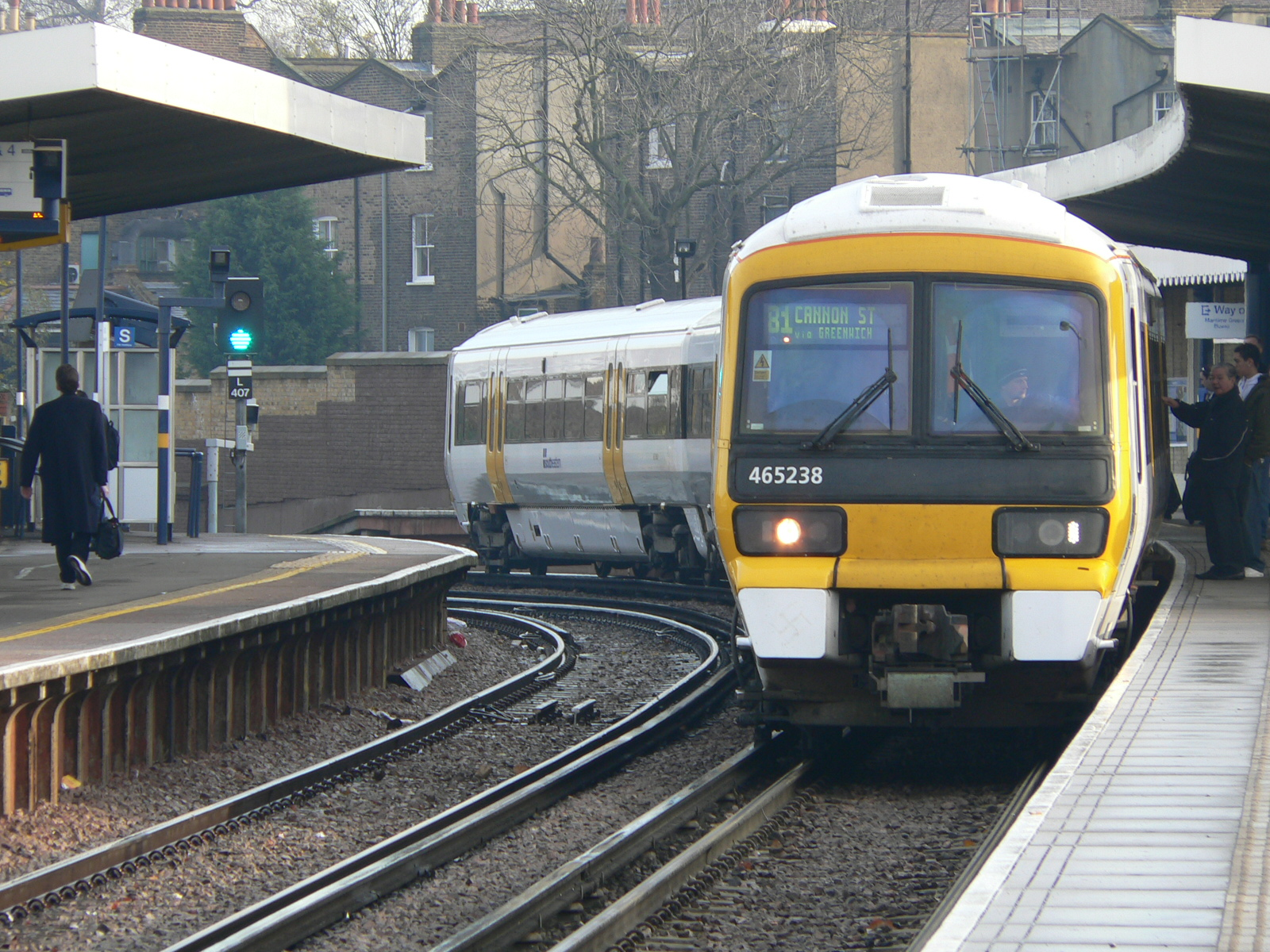
Train de la Southeastern en gare de Greenwich

Londres est au cœur d'un vaste réseau de trains de banlieue desservant à la fois le centre de la ville et toute l'aire urbaine l'entourant. Chacune des gares centrales est le terminus d'un réseau qui dessert un secteur particulier de la vaste agglomération londonienne. La majorité des personnes rejoignant le centre-ville (environ 80 % sur 1,1 million) utilise soit le métro (400 000 personnes par jour), soit le train (860 000 personnes par jour) .
Bien que la plupart des services de banlieue s'arrêtent aux terminus, quelques lignes font exceptions et poursuivent leur route plus loin au centre de la ville. La gare de London Bridge est un terminus mais quelques lignes permettent de continuer et de rejoindre des gares plus centrales, comme celles de Cannon Street ou de Charing Cross par exemple. Ces lignes se poursuivent jusqu'à la gare de Waterloo Est, reliée à la gare de Waterloo par une passerelle. Le service Thameslink de First Capital Connect traverse la gare de London Bridge et le centre-ville en passant par les gares de Blackfriars, City Thameslink, Farringdon et King's Cross Thameslink. Ces services relient les banlieues nord et sud de la ville mais également des cités plus distantes comme Brighton, sur la côte sud, et Bedford, au nord.

### Grandes lignes

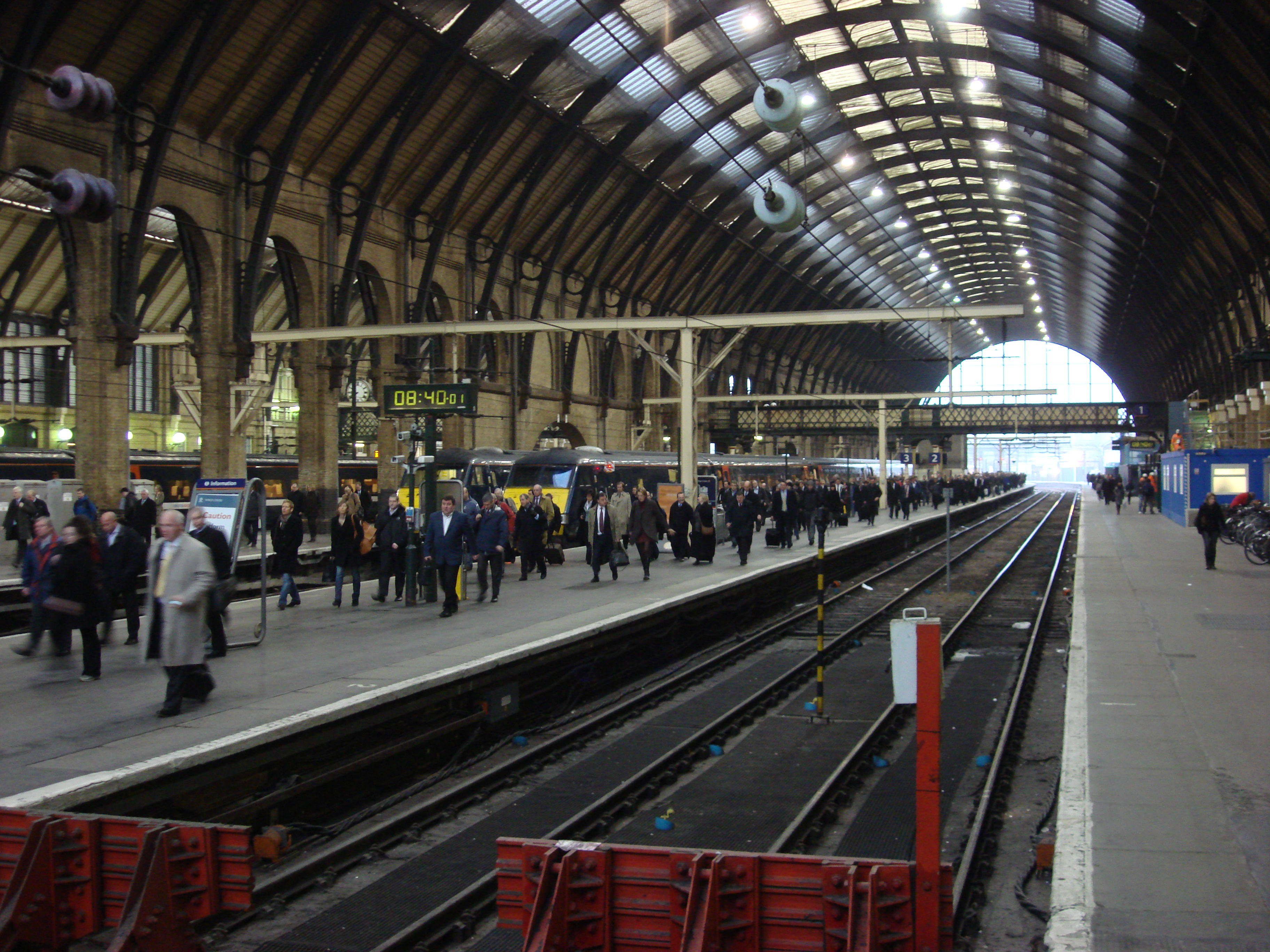
Gare de King's Cross

Les trains grandes lignes ne partent pas de toutes les gares situées à Londres mais, comme pour les trains de banlieue, chaque gare dessert une région particulière du pays.
- La gare de Paddington dessert principalement l'Angleterre du Sud-Ouest, les Midlands de l'Ouest et le sud du Pays de Galles.
- La gare d'Euston dessert les Midlands de l'Ouest, l'Angleterre du Nord-Ouest, le nord du Pays de Galles et l'Écosse par des trains de jour (Glasgow) aussi bien que par des trains de nuit Caledonian Sleeper (Édimbourg, Glasgow, Aberdeen, Inverness, Fort William).
- La gare de St Pancras dessert les Midlands de l'Est ainsi que la France et la Belgique via le Tunnel sous la Manche par Eurostar.
- La gare de King's Cross dessert l'Angleterre de l'Est, la Yorkshire et Humber, l'Angleterre du Nord-Est et l'Écosse (Édimbourg, Aberdeen, Inverness).
- La gare de Liverpool Street dessert l'Angleterre de l'Est.
- La gare Victoria dessert l'Angleterre du Sud-Est.
- La gare de Charing Cross aussi dessert l'Angleterre du Sud-Est.
- La gare Waterloo dessert l'Angleterre du Sud-Ouest.

### Liaisons internationales

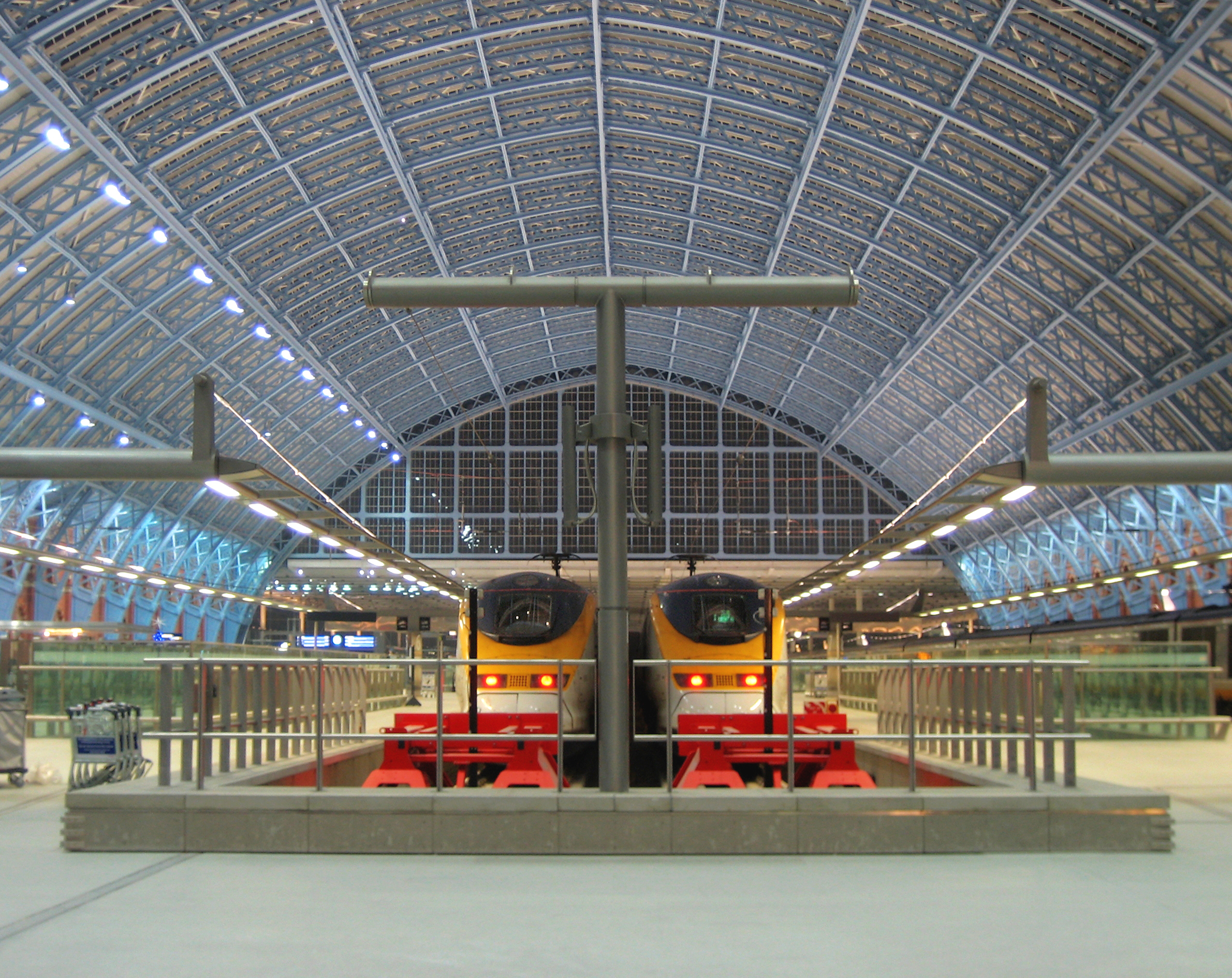
Deux Eurostar en gare de Saint-Pancras

Eurostar est un service ferroviaire international qui relie la gare de Saint-Pancras à la gare du Nord à Paris (France) ainsi qu'à la gare de Bruxelles-Midi (Belgique), via la Gare de Lille-Europe (France). Les TGV Eurostar empruntent le Channel Tunnel Rail Link, ligne à grande vitesse ouverte en intégralité en novembre 2007 et rebaptisée High Speed 1, avec deux arrêts supplémentaires à Ebbsfleet et Stratford, ce dernier ouvert à partir de 2009. D'autres trains de banlieue à grande vitesse (225 km/h) reliant la capitale britannique au Kent utilisent une partie de ces voies depuis 2009.

### Liaisons aéroports
Heathrow est l'aéroport londonien le mieux desservi par les transports publics et privés ferroviaires depuis le centre-ville. Le voyageur a le choix entre le Heathrow Express depuis la gare de Paddington, le Heathrow Connect ou encore le métro de Londres par la Piccadilly line (temps de parcours plus long mais trajet le moins onéreux) avec 3 stations au sein même de l'aéroport: les terminaux 1, 2 et 3 avec la station Heathrow terminals 1, 2, 3, le terminal 4 avec la station Heathrow terminal 4 et enfin le terminal 5 avec la station Heathrow terminal 5. 
Gatwick est desservi par deux services de la concession ferroviaire Southern depuis la gare Victoria: le Gatwick Express (temps de parcours d'environ 30 minutes) mais également par un service normal de la ligne Brighton-Londres (temps de parcours d'environ 40 minutes mais trajet moins onéreux que le Gatwick Express). Pour les voyageurs devant atteindre le terminal nord, le monorail de l'aéroport de Londres Gatwick est à leur disposition gratuitement.
Stansted est desservi par le Stansted Express depuis la gare de Liverpool Street (temps de parcours d'environ 45 minutes)
Luton est desservi par un service de train avec First Capital Connect depuis la gare de King's Cross jusqu'à la station Luton Airport Parkway. Ensuite un service d'autobus amène les voyageurs jusqu'à l'aéroport.
City est desservi par le Docklands Light Railway avec la station London City Airport.
Southend est desservi par le train depuis la gare de Liverpool Street (temps de parcours d'environ 60 minutes)

## Réseau routier

### Car

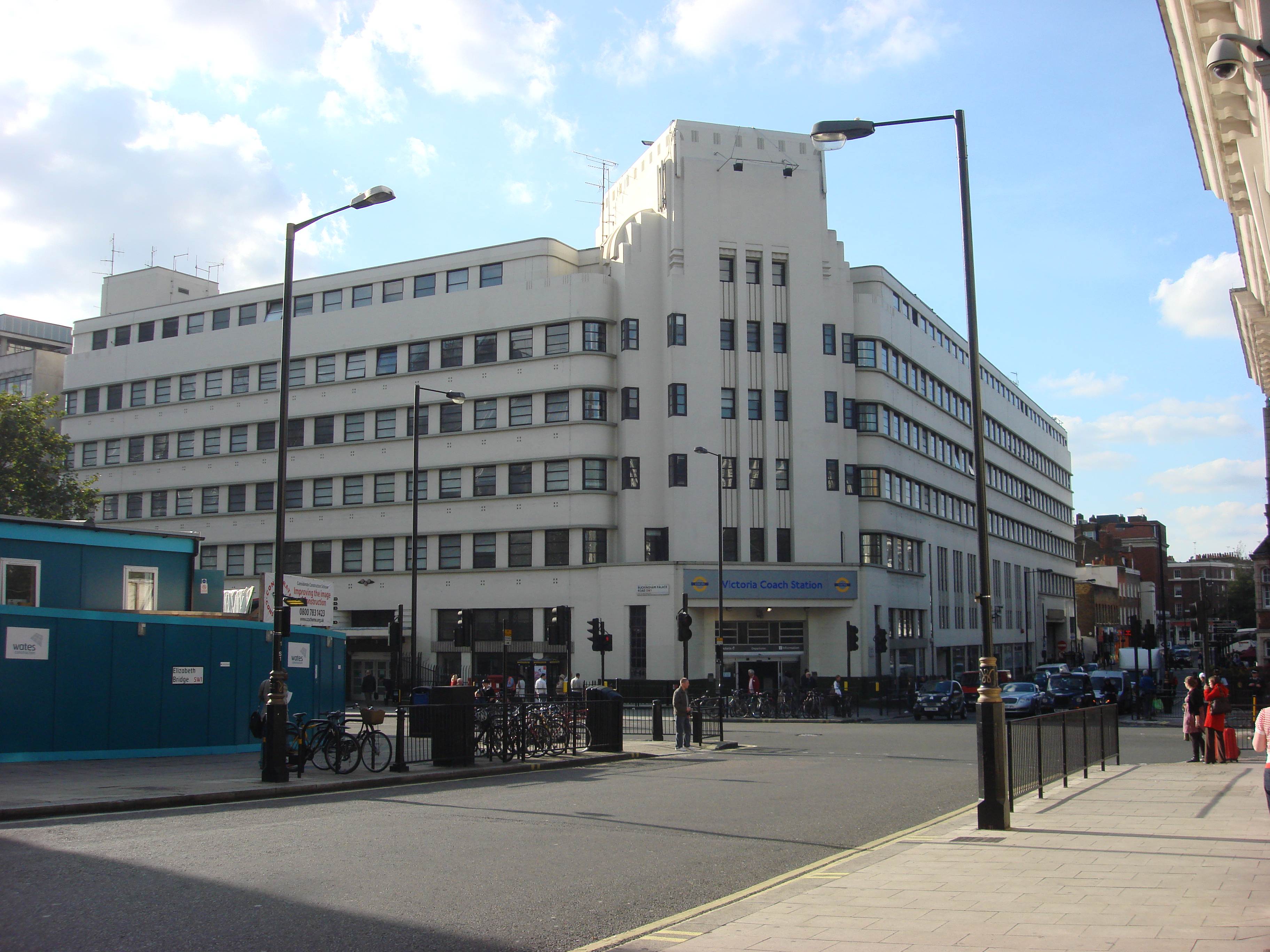
Gare routière Victoria

La gare routière Victoria dessert la plupart des destinations nationales et internationales.

### Taxi

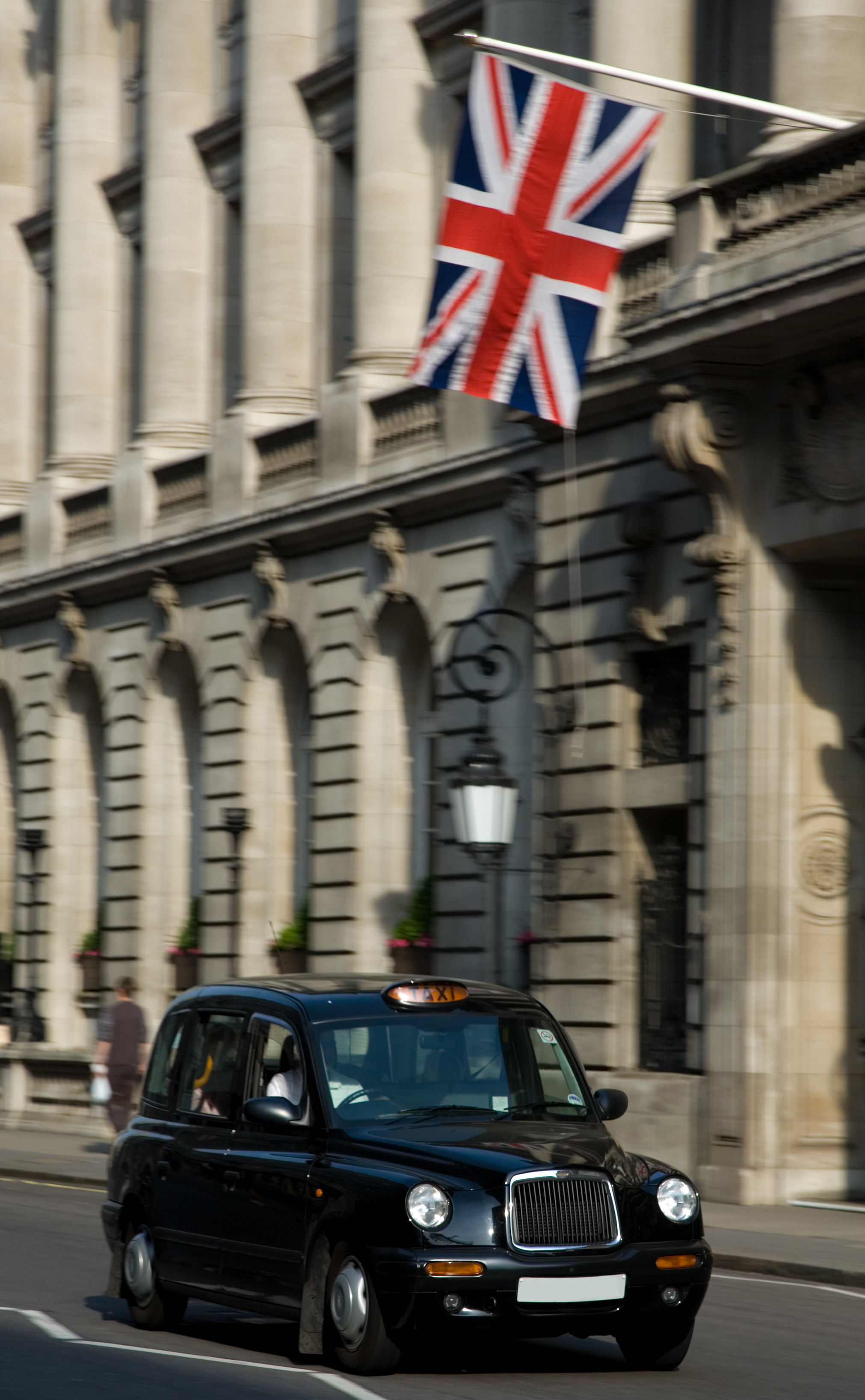
Taxi londonien

Les célèbres taxis londoniens circulent dans toute la ville jour et nuit. Pour prendre un taxi, il suffit de l’appeler dans la rue.

### Vélo

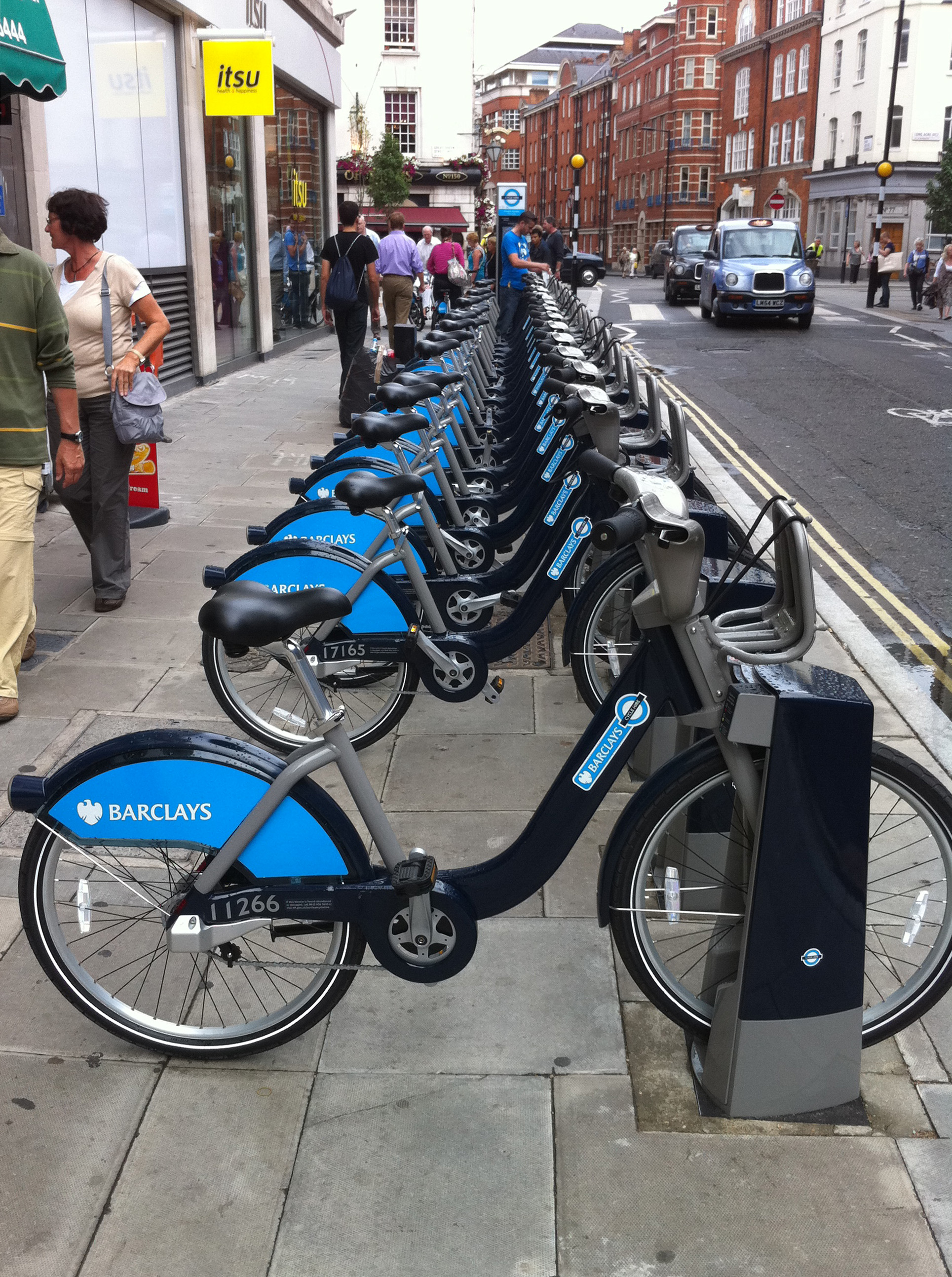
Station de vélos en libre service du Barclays Cycle Hire désormais Santander Cycles

Santander Cycles est un système de vélo en libre service. Environ 315 stations sont à disposition des usagers. L'ajout de nouvelles stations est prévu par la mairie de la ville.

### Voiture

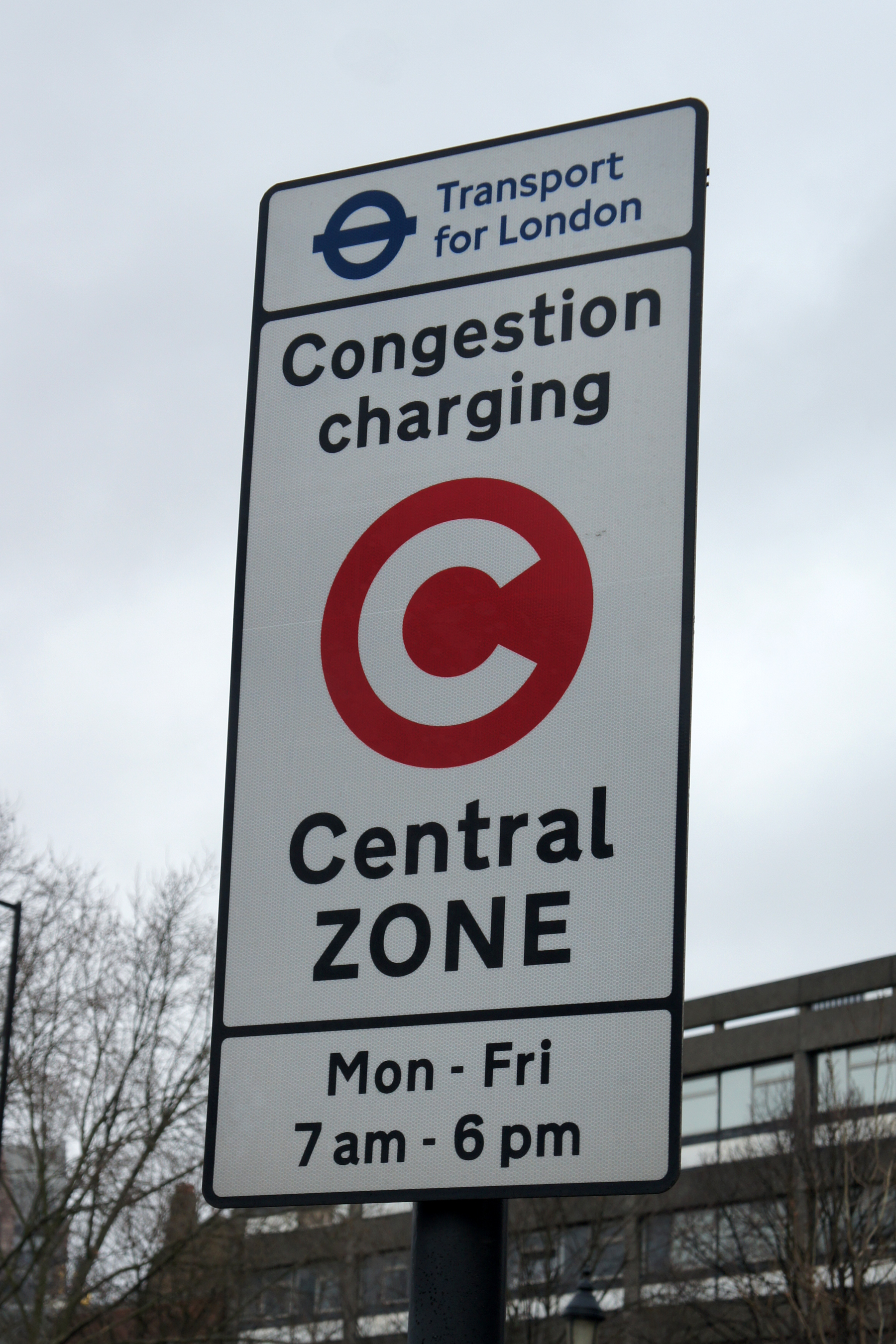
Panneau d'entrée du péage urbain

Pour accéder au centre de Londres, les voyageurs doivent s'acquitter d'une taxe d'entrée appelée Congestion Charge. Certains véhicules tels que les autobus, les minibus (au-delà d'une certaine taille), les taxis, les ambulances, les camions de pompiers, les véhicules de police, les motos, les véhicules à carburant alternatif et les vélos sont dispensés de péage (techniquement, certaines exemptions sont des remises de 100 %, et nécessitent quand même un enregistrement). Les résidents de la zone ont droit à une remise de 90 % s'ils payent comptant un forfait d'une semaine ou plus.

### Sécurité
Pour améliorer la sécurité dans les rues de Londres, la ville doit appliquer des standards de véhicules plus astreignants, notamment pour les bus et autres véhicules poids-lourds entre 2018 et 2030.

## Réseau fluvial
- Regent's Canal

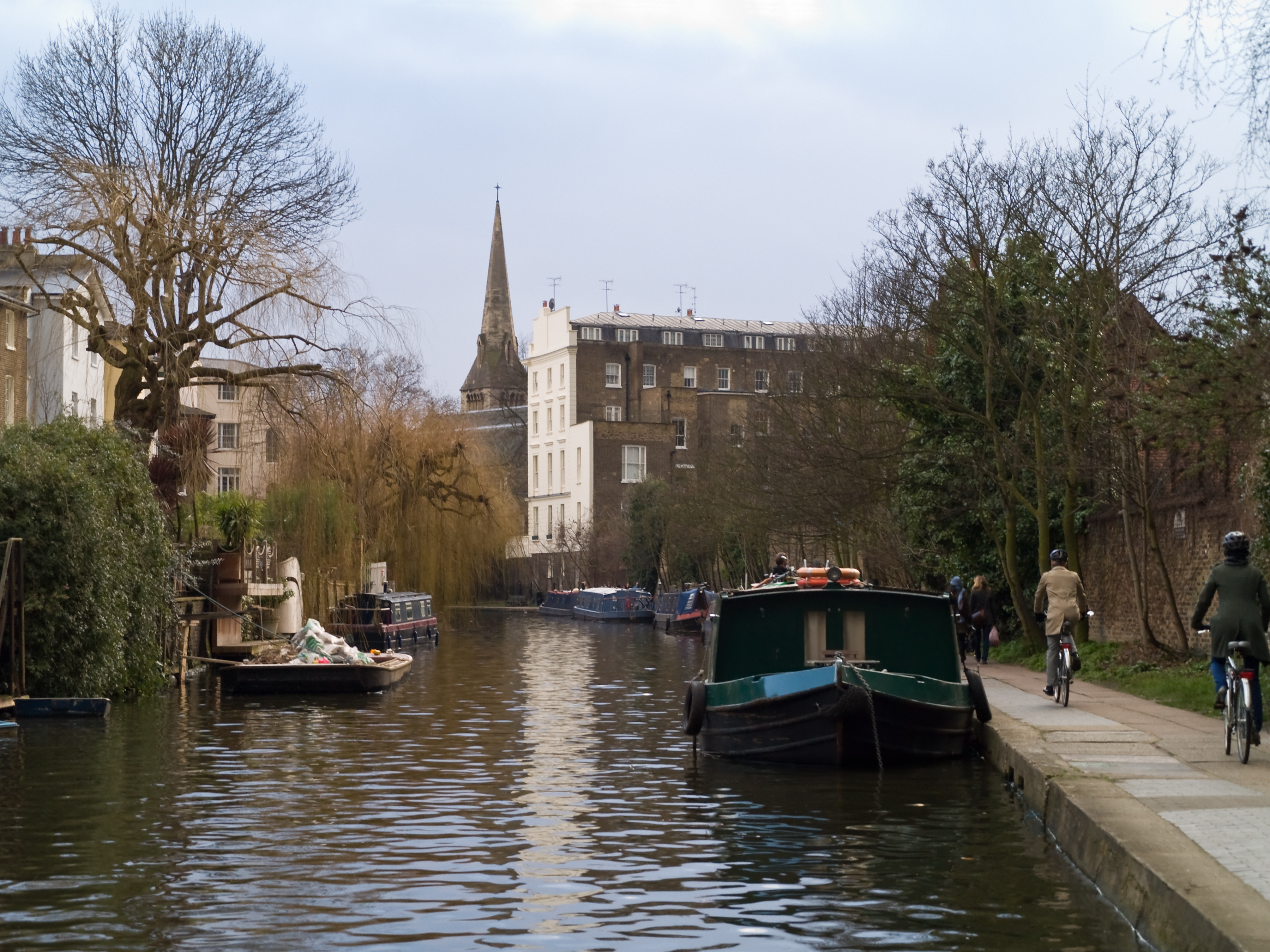
Regent's Canal

- Des débarcadères permettent de rejoindre plusieurs lieux importants le long de la Tamise.